# Ernest Grenet-Dancourt
Ernest Louis Antoine Grenet dit Ernest Grenet-Dancourt, né dans l'ancien 10e arrondissement de Paris le 21 février 1854 et mort à Paris 9e le 10 février 1913, est un auteur dramatique, poète et chansonnier français.

## Biographie
Après des études au lycée Saint-Louis, Ernest Grenet devient maître d'études, puis commis de banque, avant d'entamer une carrière d'acteur au théâtre de l'Odéon qu'il abandonne définitivement en 1881 pour se consacrer exclusivement à l'écriture.
Ses pièces ont été représentées sur les plus grandes scènes parisiennes du XIXe siècle : Théâtre de Cluny, Théâtre des Nouveautés, Théâtre de l'Ambigu-Comique, Théâtre de l'Odéon, etc.
Vice-président des Hydropathes de 1879 et 1884, on lui doit par ailleurs quelques chansons : Fleur d'amour, musique de Justin Clérice (1910), La Kraquette, chanson  écrite avec Georges Nanteuil (musique de Justin Clérice), Tristesse de la mer, musique d'Alfredo Barbirolli (1912)...

## Distinctions
- Chevalier de la Légion d'honneur (décret du ministre de l'Instruction publique et des Beaux-Arts du 14 décembre 1900). Parrain : Victorien Sardou[5].
- Officier de l'Instruction publique.
- Officier de l'Ordre royal du Cambodge
- Officier de la Couronne d'Italie

## Œuvres
Monologues
- La Nuit terrible, badinage en vers, 1879
- Adam et Eve, bouffonnerie en vers, 1879
- Les Voyages, monologue comique, 1882
- Les Joies matrimoniales, monologue comique en vers, 1890
- Les Enfants de l'ivrogne, poème dramatique, 1880
- Une distraction, monologue en vers, 1880
- Paris, monologue comique dit par Coquelin aîné, 1882
- La Chasse, monologue comique dit par Coquelin aîné, 1882
- Monologues comiques et dramatiques, P. Ollendorff, 1883
- L'Homme qui bâille, monologue comique, 1884
- Le Bon Dieu, monologue comique, 1884
- J'ai rêvé !, monologue comique, 1887
- L'Ancien Temps, monologue comique, 1887
- Thermidor !, raconté par X..., sociétaire de la Comédie-française, 1891
- Le Matador, monologue comique, 1888
- La Vie, monologue comique, 1891
- Le Ventomane, monologue comique, soupiré par X..., sociétaire de la Comédie-française, 1893
- A Guillaume II, P. Ollendorff, 1895
- Le Récit de Théramène, monologue comique, 1895
- La Jeune Fille, monologue comique, dit par Maurice de Féraudy, 1896
- Graine de bourgeoise !, monologue comique en vers, 1906
- Pauvre Bête !, monologue comique dit par Émile Duard, 1906
- Socialiste, monologue comique en vers dit par Paul Clerget, 1906
- Choses à dire, comiques et dramatiques, Paul Ollendorff, 1910

Théâtre
- 1881 : Rival pour rire, comédie en 1 acte
- 1882 : Divorçons-nous ?, comédie en 1 acte
- 1882 : La Femme, saynète en 1 acte
- 1882 : Les Noces de mademoiselle Loriquet, comédie en 3 actes
- 1884 : Trois femmes pour un mari (avec Valabrègue), comédie-bouffe en 3 actes
- 1884 : Oscar Bourdoche, comédie en 1 acte
- 1886 : La Banque de l'univers, comédie en cinq actes
- 1887 : Rigobert, vaudeville en 3 actes, avec Paul Burani
- 1887 : La Véritable Histoire de Pierrot
- 1888 : Les Mariés de Mongiron,comédie-bouffe en 3 actes
- 1888 : Hypnotisée !, comédie en 1 acte
- 1890 : La Revanche du mari, comédie en 3 actes, avec Félix Cohen
- 1890 : La Scène à faire, comédie conjugale en 1 acte
- 1891 : Norah la dompteuse, vaudeville en 3 actes, avec Georges Bertal
- 1891 : L'Abbé Vincent, comédie en 1 acte
- 1892 : L'Heure du bain, comédie en 1 acte
- 1893 : Le torchon brûle !, comédie conjugale en 1 acte
- 1893 : Le Voyage des Berluron, vaudeville en 4 actes, avec Maurice Ordonneau et Henri Kéroul (pièce reprise en 1903)
- 1894 : Le Moulin de Javelle, opéra-comique en 1 acte, musique de Paul Henrion
- 1895 : Les Gaîtés de l'année, revue de l'année 1894 en deux actes et trois tableaux, avec Octave Pradels
- 1895 : Jour de divorce, comédie en 1 acte, avec Gaston Pollonnais
- 1895 : La Petite Veuve !, comédie en 1 acte
- 1895 : Le Phoque, comédie en 1 acte
- 1895 : La Macaroni, vaudeville en 2 actes, mêlé de chant, avec Octave Pradels
- 1895 : Trop aimé, comédie-bouffe en 3 actes
- 1896 : Paris quand même ! ou les Deux Bigorret, comédie-bouffe en 3 actes, avec Maurice Ordonneau
- 1896 : La Sauterelle, comédie en 1 acte
- 1898 : Celle qu'il faut aimer, comédie en 1 acte, avec Gaston Pollonnais
- 1898 : Ceux qui restent !, comédie en 1 acte
- 1900 : Ceux qu'on trompe !, comédie en 1 acte
- 1901 : Le Fils surnaturel, comédie-bouffe en 3 actes
- 1902 : Le Vampire, comédie en 1 acte
- 1904 : L'Assassinée, comédie en 4 actes, d'après une nouvelle de Gaston Bergeret
- 1904 : Beauté fatale ou Fatale Beauté, poème mobile
- 1904 : Les Gaîtés du veuvage, comédie-bouffe en 3 actes
- 1905 : L'Agrafe, comédie en 1 acte, avec Jean Destrem
- 1906 : La Veuve de Taupin, bouffonnerie en 1 acte, en vers
- 1908 : Les Tribulations d'un gendre
- 1908 : Le Mendiant d'amour, opérette en 3 actes et 4 tableaux, avec Louis Marsolleau, musique de Henri José
- 1910 : Chou blanc !, pièce en 3 actes, avec Robert Dieudonné
- 1911 : L'Heure du bain, saynète en 1 acte
- 1911 : Par-ci, par-là, revue passe-partout, avec Octave Pradels
- 1913 : Le Trésor dans la nuit, comédie en 1 acte, avec José Germain, créée au théâtre de Sens le 9 novembre 1913. Il s'agit de la dernière pièce écrite par Ernest Grenet-Dancourt avant sa mort.
- Non représenté : Fin de flirt, comédie en un acte, publiée en mars 1913 chez Albert Méricant éditeur à Paris.

## Adaptations cinématographiques
- 1913 : Trois Femmes pour un mari de et avec Charles Prince, d'après la comédie-bouffe en 3 actes d'Ernest Grenet-Dancourt (1884), adaptation de Georges Monca ;
- 1919 : Il viaggio di Berluron, film italien de Camillo De Riso d'après Le Voyage de Berluron, vaudeville en 4 actes d'Ernest Grenet-Dancourt, Maurice Ordonneau et Henri Kéroul (1893) ;